# Sesioctonus armandoi
Sesioctonus armandoi är en stekelart som beskrevs av Briceno 2003. Sesioctonus armandoi ingår i släktet Sesioctonus och familjen bracksteklar. Inga underarter finns listade i Catalogue of Life.